# Forte de Matara
O Forte de Matara localizava-se em Matara, originalmente uma pequena vila de pescadores vizinha a Mascate, no atual Sultanado de Omã.

## História
Parte do complexo defensivo da Fortaleza de Mascate, destinava-se à defesa dessa pequena vila, seguindo determinação de Rui Freire de Andrada em meados da década de 1620.
Diante do mercado de peixe de Matara, o antigo forte é ocupado hoje pela polícia. Um de seus baluartes encontra-se representado no verso das notas de 10 riais (uma derivação de real, antiga moeda portuguesa), um dos valores faciais mais elevados das cédulas monetárias omanis.

## Características
De pequenas dimensões, apresentava planta quadrangular, com baluartes triangulares nos vértices, conforme desenhado por Pedro Barreto de Resende.